# Jak se Franta naučil bát
Jak se Franta naučil bát je československá filmová pohádka režiséra Jaroslava Macha z roku 1959, která byla natočena na motivy české lidové pohádky.

## Obsazení
| Ladislav Trojan      | chasník Franta                                     |
| Jana Andrsová        | mlynářova dcera Verunka (mluví Alena Kreuzmannová) |
| Josef Kemr           | strašidlo Bonifác                                  |
| František Filipovský | strašidlo Cyril                                    |
| Oldřich Velen        | mlynář                                             |
| Miluše Zoubková      | mlynářka                                           |
| Jaroslav Vojta       | dřevorubec                                         |
| Josef Beyvl          | dřevorubec                                         |